# Основно училище „Св. св. Кирил и Методий“ (Дралфа)
Основно училище „Св. св. Кирил и Методий“ е основно училище в село Дралфа, община Търговище, разположено на адрес: ул. „Република“ №3. Директор на училището е Цветелина Стойнова Дамянова.

## История
Историята на училището започва в края на 1891 г., в малка къща с две стаи, в които се обучават 22 ученици, 17 момчета и 5 момичета в три отделения. Тогава учител е Петър Дончев от гр. Попово. Шест години по-късно голямо наводнение прави сградата негодна и още същата година започва строеж на нова сграда. Учител е бил Христо Цанев от село Пороище, който учителства в училището 21 години. Новата сграда, която е била кирпичена не просъществувала дълго и през 1923 г. започва строеж на ново училище, който завършва на 19 декември 1926 г. В този период главен учител е била Надежда Бояджиева.
На 8 октомври 1945 г. в с. Дралфа се открива пълна прогимназия с 81 ученици, а на следващата година започва строеж и на общежитие към училището. Постепенно през следващите години броят на учениците се увеличава, както и учителите в него. Към училището се създава хор и драматичен състав.
След закриването на училища в района тук започват да се учат ученици от селата Глогинка, Кръшно и Миладиновци.
Последната сграда на училището е завършена през учебната 1970/1971 година, в която по това време се обучават 285 ученици с 25 учители, 13 служители и работници, в общежитието нощуват 130 деца, други 30 са ежедневно извозвани. Активната работа на учителите и успехите на училището го правят авторитетна институция.
От 1968 до 1991 година училището е оглавявано от Славчо Тошев, а от 1991 до 2015 година директор е Атанаска Георгиева. Те допринасят както за повишаване качеството на учебната работа, така и за обогатяването на материалната база. Училището става средищно и в него се обучават ученици от съседните села Кръшно, Маково, Миладиновци, Росина, Кошничари.

## Отличия
От 1971 година училището е носител на орден „Св. св. Кирил и Методий“ – I степен.